# Stazione di Kōen-higashiguchi
La stazione di Kōen-higashiguchi (公園東口駅?, Kōen-higashiguchi-eki) è una stazione della Monorotaia di Ōsaka situata a Suita nella prefettura di Osaka. La stazione della monorotaia è segnalata dal numero (51).